# Narodowa Rada Obrony Ojczyzny
Narodowa Rada Obrony Ojczyzny (CNSP) – junta wojskowa rządząca w Nigrze od 26 lipca 2023. Przejęła władzę w wyniku zamachu stanu, który obalił prezydenta Mohameda Bazouma i rząd premiera Ouhoumoudou Mahamadou.

## Geneza
Wieczorem 26 lipca 2023 r. oficer Sił Powietrznych Nigru Amadou Abdramane oświadczył w państwowej telewizji Télé Sahel, że prezydent Mohamed Bazoum, którego straż prezydencka uwięziła w jego rezydencji w Niamey, został odsunięty od władzy. Ogłoszono wtedy również utworzenie junty. Oficer Abdramane oraz dziewięciu innych funkcjonariuszy w mundurach widocznych na nagraniu, stwierdzili że siły bezpieczeństwa zdecydowały się obalić Bazouma „z powodu pogarszającej się sytuacji w zakresie bezpieczeństwa i złego zarządzania". Zapowiedziano także rozwiązanie konstytucji Nigru, zawieszenie instytucji państwowych, zamknięcie granic kraju i wprowadzenie w całym państwie godziny policyjnej od 22:00 do 05:00 czasu lokalnego aż do odwołania, przestrzegając jednocześnie przed jakąkolwiek zagraniczną interwencją.
27 lipca oficer Abdramane ogłosił w telewizji, że wszelka działalność partii politycznych w kraju zostanie zawieszona do odwołania. Dowództwo Sił Zbrojnych Nigru wydało oświadczenie podpisane przez szefa sztabu armii, generała Abdou Sidikou Issę, w którym deklarował on swoje poparcie dla zamachu stanu, kładąc nacisk na potrzebę zagwarantowania bezpieczeństwa obalonego prezydenta oraz uniknięcia „śmiertelnej konfrontacji… która mogłaby wywołać krwawą łaźnię i mieć wpływ na bezpieczeństwo ludności”.
10 sierpnia junta powołała nowy rząd, na którego czele stanął cywilny premier Ali Lamine Zeine.

## Zidentyfikowani członkowie
- Generał brygady Abdourahamane Tchiani – prezydent i były dowódca gwardii prezydenckiej w Nigrze.
- Generał dywizji Salifou Modi – wiceprezydent, były ambasador w Zjednoczonych Emiratach Arabskich i były szef sztabu Sił Zbrojnych Nigru.
- Generał dywizji Abdou Sidikou Issa – były szef sztabu Sił Zbrojnych Nigru.
- Generał brygady Moussa Salaou Barmou – szef sztabu Sił Zbrojnych Nigru.
- Pułkownik Amadou Abdramane – rzecznik prasowy.
- Generał brygady Mohamed Toumba – członek Rady.